# Andrzej Lepper
Andrzej Zbigniew Lepper (en polonais [ˈandʐɛj ˈzbʲiɡɲɛf ˈlɛppɛr]), né le 13 juin 1954 à Stowięcino et mort le 5 août 2011 à Varsovie, est un homme politique polonais. 
Président du parti populiste Autodéfense de la république de Pologne (Samoobrona), il est plusieurs fois candidats aux élections présidentielles, obtenant notamment 15 % à celle de 2005. Il est vice-président du Conseil des ministres et ministre de l'Agriculture et du Développement rural entre 2006 et 2007.

## Situation personnelle
Andrzej Lepper, membre du Parti ouvrier unifié polonais, est directeur d'une ferme d'État pendant l'ère communiste. Dans les années 1990, après la chute du régime soviétique, alors que l'inflation est à un niveau élevé et que les paysans, sur-endettés, refusent de rembourser leurs crédits, il organise des manifestations de paysans. Il est à plusieurs reprises condamné pour ses actions, notamment pour offense au chef de l'État et troubles à l'ordre public.

## Parcours politique

### Premières campagnes
Lepper transforme dans le même temps Autodéfense, son syndicat, en parti politique pour les élections législatives de 2001, où il obtient 53 des 460 sièges de la Diète, avec 10,20 % des suffrages. Son électorat est principalement constitué d'habitants de la campagne et de petites villes, de chômeurs, d'ouvriers non qualifiés et de travailleurs des anciennes fermes d'État. Candidat à l'élection présidentielle de 2005, Andrzej Lepper arrive en troisième position en recueillant 15,1 % des voix.

### Fonctions ministérielles
Le 5 mai 2006, le parti social-conservateur Droit et justice (PiS), dans le but de créer une coalition majoritaire, l'appelle au gouvernement : Andrzej Lepper obtient le poste de vice-président du Conseil des ministres et de ministre de l'Agriculture et du Développement rural dans le gouvernement Marcinkiewicz, puis dans le gouvernement Kaczyński. Le 21 septembre 2006, le président du Conseil des ministres, Jarosław Kaczyński, démet Andrzej Lepper de ses fonctions ministérielles. Mais faute de majorité à la Diète, Kaczyński est contraint de le rappeler au même poste le 16 octobre suivant, afin d'éviter l'organisation d'élections anticipées. Le 9 juillet 2007, Andrzej Lepper, impliqué dans une affaire de corruption, est limogé de son poste de vice-président du Conseil des ministres et de ministre de l'Agriculture et du Développement rural.

### Marginalisation et suicide
Le 5 août 2007, il annonce qu'il quitte, avec son parti, la majorité gouvernementale. Lors des élections législatives d'octobre suivant, Samoobrona n'obtient aucun élu. Il fait plusieurs déclarations controversées, notamment en disant avoir lu Joseph Goebbels et en faisant l'éloge des grands travaux lancés par Hitler qui ont sorti, dit-il, l'Allemagne de la crise, sur le modèle du New Deal de Roosevelt. Candidat à l'élection présidentielle de 2010, il obtient seulement 1,3 % des voix.
En décembre 2006, Aneta Krawczyk accuse Andrzej Lepper et Stanislaw Lyzwinski, son adjoint, de l'avoir contrainte à des relations sexuelles en échange d'un poste au parti ; d'autres femmes du parti se joignent à elle. En février 2010, il est condamné à deux ans et trois mois de prison. Alors que sa carrière politique semble grandement compromise, il fait appel. Le 5 août 2011, il se suicide par pendaison dans son bureau de Varsovie, à l'âge de 57 ans.